# 52.ª Brigada Mixta (Ejército Popular de la República)
La 52.ª Brigada Mixta fue una unidad del Ejército Popular de la República creada durante la Guerra Civil Española. La brigada tuvo un papel relevante, llegando a operar en los frentes de Andalucía, Teruel, Levante y Extremadura.

## Historial
La unidad fue creada en enero de 1937 a partir de las milicias que cubrían el subsector de Villanueva de Cauche, en el frente de Málaga, empleando inicialmente la designación de Brigada «B». La unidad tuvo un acentuado carácter comunista. Para la jefatura de la unidad fue designado el mayor de milicias José Recalde Vela, mientras que el capitán de infantería Gonzalo Sales Llop ocupó la jefatura de Estado Mayor y el comunista José Gallardo Moreno fue nombrado comisario de la unidad.
El 3 de febrero la brigada evitó ser cercada (y destruida) en Málaga, trasladándose al sector de Almería. Sería en estas fechas cuando la unidad adoptó la numeración definitiva de «52». A mediados de marzo la brigada fue enviada hacia el sector de Pozoblanco, en relevo de la destrozada 20.ª Brigada Mixta. Para el día 22 toda la brigada ya se encuentra en el sector amenazado, incorporándose a la contraofensiva republicana. El día 24 tuvo un destacado papel en el contraataque republicano por las carreteras de Alcaracejos y Villaharta. El 6 de abril ocuparía los vértices de «Mano de Hierro» y «El Médico», avanzando también por las alturas de «Alcomosilla» y «Cabeza Mesada». La 52.ª Brigada Mixta permaneció en el frente cordobés una vez finalizada la contraofensiva republicana. En abril quedó agregada a la recién creada 20.ª División, aunque con posterioriodad pasaría por las divisiones 24.ª y 38.ª, sucesivamente. El mayor Recalde sería enviado a la zona Norte, siendo sustituido por el mayor de milicias Antonio Ortiz Roldán.
A mediados de diciembre fue enviada al frente de Teruel, quedando agregada a la 19.ª División del XII Cuerpo de Ejército; situada inicialmente en reserva, el día 17 fue situada en primera línea de combate. La 52.ª BM se destinguiría en la ofensiva de Singra, motivo por el que fue especialmente felicitada por el Alto Mando republicana. Para entonces el mando de la unidad lo ostentaba el comandante de infantería Daniel Fernández de Landa López de Garayo. Posteriormente, la unidad estuvo desplegada en el sector de Alfambra, situada en vanguardia. A partir del 9 de marzo quedó situada en reserva en la zona de Utrillas, si bien el día 12 hubo de replegarse hacia el «Collado de los Catalanes»; aunque la unidad logró mantener una buena defensa frente a la presión franquista, el 5 abril se debió retirar hacia Morella. A partir de entonces, durante la campaña de Levante, fue retirándose lentamente hasta alcanzar las posiciones fortificadas de la línea XYZ.
Tras ser sometida a una reorganización, en agosto la 52.ª Brigada fue enviada al frente de Extremadura. Tomaría parte en los combates del saliente de Cabeza del Buey y en la fracasada ofensiva sobre Córdoba, entre el 22 de septiembre y el 5 de octubre. El 31 de octubre regresó al frente de Levante, si bien desde diciembre quedó asignada a la reserva general del Grupo de Ejércitos de la Región Central, donde permaneció hasta el final de la contienda.

## Mandos
Comandantes
- Mayor de milicias José Recalde Vela;
- Mayor de milicias Antonio Ortiz Roldán;
- Comandante de infantería Daniel Fernández de Landa;
- Mayor de milicias Santiago Álvarez de Toledo;

Comisarios
- José Gallardo Moreno, del PCE;
- Antonio Vila Macías, del PSOE;[7]